# Pearlit

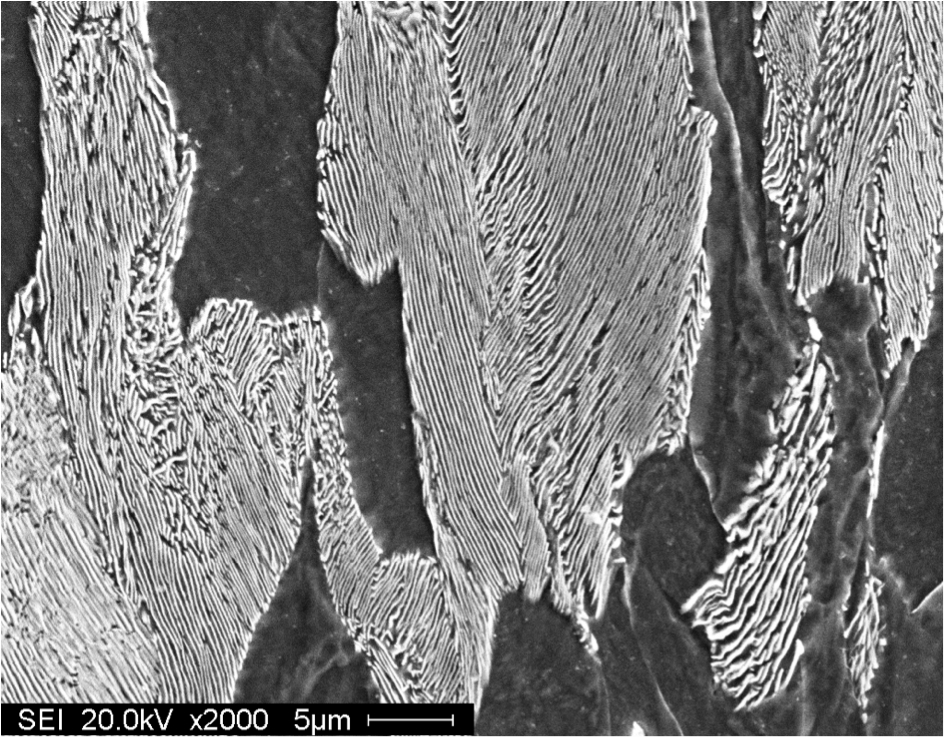
Ảnh hiển vi SEM của pearlit khắc mòn, 2000X.

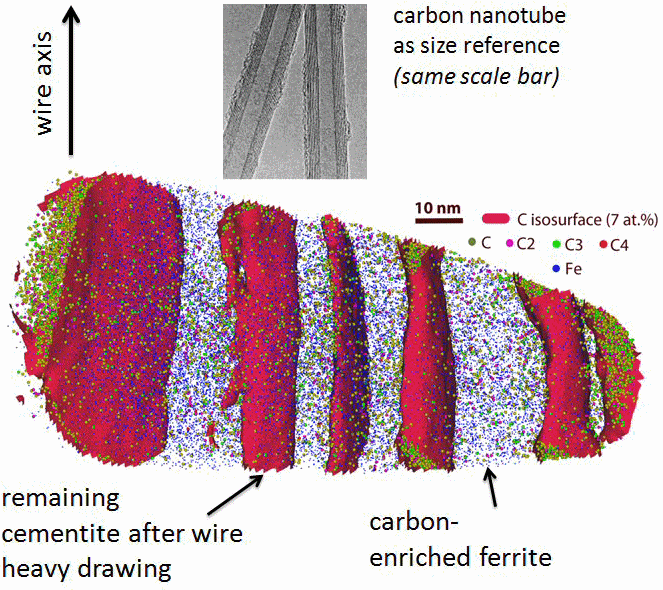
Ảnh chụp cắt lớp thăm dò nguyên tử của pearlit. Các điểm đỏ chỉ ra vị trí của các nguyên tử cacbon. Các nguyên tử sắt không chỉ ra trong hình. Ống nano được thể hiện để so sánh kích thước.

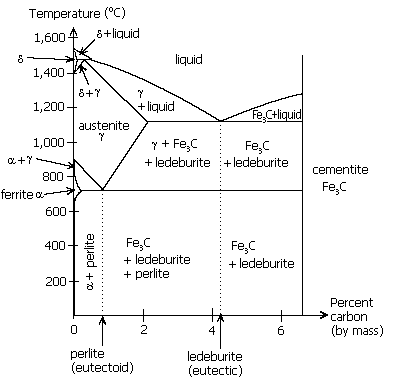
Pearlit xuất hiện tại điểm eutectoid của biểu đồ pha sắt-cacbon (gần phía dưới mé trái).

Pearlit hay peclit là một cấu trúc hai pha, phiến mỏng (hay lớp) bao gồm các lớp xen kẽ của ferrit (88% khối lượng) và cementit (12% khối lượng) xảy ra trong một số chủng loại thép và gang. Trong quá trình làm nguội chậm của một hợp kim sắt-cacbon, pearlit hình thành bởi phản ứng eutectoid (phản ứng cùng tích) khi austenit nguội dưới 727 °C (1.341 °F) (nhiệt độ/điểm eutectoid). Pearlit là một vi cấu trúc có mặt trong nhiều loại mác thép thông dụng.
Thành phần eutectoid của austenit là xấp xỉ 0,76% cacbon; thép với hàm lượng cacbon ít hơn (thép trước cùng tích) sẽ chứa một tỷ lệ tương ứng của các hạt tinh thể ferrit tương đối tinh khiết không tham dự vào phản ứng eutectoid và không thể biến đổi thành pearlit. Tương tự, thép với hàm lượng cacbon cao hơn (thép sau cùng tích) sẽ hình thành cementit trước khi đạt tới điểm eutectoid. Tỷ lệ của ferrit và cementit hình thành trên điểm eutectoid có thể tính toán được từ biểu đồ cân bằng pha sắt/sắt—carbide sử dụng quy tắc đòn bẩy.
Thép với vi cấu trúc pearlit (thành phần eutectoid) hoặc gần pearlit (thành phần gần eutectoid) có thể kéo rút thành các sợi mỏng. Các sợi dây thép như vậy, thường bó thành dây, được sử dụng ở quy mô thương mại làm dây đàn, dây cáp cầu treo, dây thép để gia cố lốp. Cấp độ cao hơn của kéo rút dây (sức căng logarith trên 3) dẫn tới các sợi pearlit với độ bền chảy cỡ vài gigapascal. Nó làm cho pearlit trở thành một trong những vật liệu kết cấu bền chắc nhất trên thế giới.
Một số sợi thép pearlit trước cùng tích, khi được két rút nguội tới sức căng thật sự (logarit) trên 5, có thể thể hiện độ bền kéo tối đa trên 6 GPa. Mặc dù pearlit được sử dụng trong nhiều ứng dụng kỹ thuật, nhưng nguồn gốc về độ bền tột cùng của nó lại chưa được hiểu rõ. Gần đây người ta chứng minh rằng sợi thép kéo rút nguội không chỉ tăng cường độ bền của pearlit bằng cách cải tiến cấu trúc phiến, mà còn đồng thời gây ra sử phân hủy hóa học một phần của cementit, gắn với hàm lượng cacbon đã tăng lên của pha ferrit, và thậm chí là cả sự chuyển tiếp cấu trúc từ dạng kết tinh sang dạng vô định hình của cementit. Sự phân hủy gây ra bởi sự biến dạng và thay đổi vi cấu trúc của cementit có quan hệ gần với một vài hiện tượng khác như sự tái phân bổ mạnh của cacbon và các nguyên tố tạo hợp kim khác như silic và mangan trong cả hai pha cementit và ferrit; sự biến động của thích ứng biến dạng tại các mặt phân giới pha do sự thay đổi trong gradient hàm lượng cacbon tại các mặt phân giới; cũng như hình thành hợp kim cơ học.
Pearlit được Henry Clifton Sorby nhận dạng đầu tiên và ban đầu người ta gọi nó là sorbit, tuy nhiên sự tương tự về vi cấu trúc với xà cừ (ngọc trai) và đặc biệt là hiệu ứng quang học gây ra bởi vảy cấu trúc làm cho tên gọi pearlit trở thành tên gọi thay thế phổ biến hơn.
Bainit có cấu trúc tương tự với các phiến nhỏ hơn nhiều so với bước sóng của ánh sáng và vì thế nó không có hiệu ứng xà cừ.  Nó được sản sinh trong quá trình làm nguội nhanh hơn. Không giống như pearlit mà trong sự hình thành nó có sự khuếch tán của tất cả các nguyên tử, bainit phát triển nhờ cơ chế biến đổi thay thế.

## Thép eutectoid
Thép eutectoid hay thép cùng tích về nguyên tắc có thể biến đổi hoàn toàn thành pearlit; thép trước cùng tích (hypoeutectoid) cũng có thể trở thành pearlit tuyệt đối nếu nó được biến đổi ở nhiệt độ thấp hơn điểm eutectoid thông thường. Pearlit có thể cứng và bền nhưng không quá dai. Nó có thể  chịu mài mòn do mạng lưới dạng phiến bền chắc của ferrit và cementit. Các ví dụ về ứng dụng bao gồm dao tiện, các sợi thép độ bền cao, dao, đục và đinh.